# Tetraferroplatin
Tetraferroplatin ist ein selten vorkommendes Mineral aus der Mineralklasse der „Elemente (einschließlich natürliche Legierungen, intermetallische Verbindungen, Carbide, Nitride, Phosphide und Silicide)“ mit der chemischen Zusammensetzung PtFe und ist damit chemisch gesehen eine natürliche Legierung, genauer eine Intermetallische Verbindung aus Platin und Eisen im Verhältnis von ≈ 1 : 1. Auch geringe Fremdbeimengungen von Kupfer (Cu), Rhodium (Rh), Iridium (Ir) und Antimon (Sb) sind möglich.
Tetraferroplatin kristallisiert im tetragonalen Kristallsystem, konnte jedoch bisher nur in Form winziger, gerundeter Körner und Flocken sowie als Einschlüsse in anderen Pt-Fe-Legierungen gefunden werden. Das Mineral ist in jeder Form undurchsichtig (opak) und zeigt auf den Oberflächen der stahlgrauen bis silberweißen Körner einen metallischen Glanz.

## Etymologie und Geschichte
Tetraferroplatin, der in Anlehnung an seine tetragonale Symmetrie und seine Zusammensetzung benannt ist, wurde 1975 nach einer Neudefinition der Pt-Fe-Legierungen durch Louis J. Cabri, Clive E. Feather von der International Mineralogical Association (IMA) als eigenständiges Mineral anerkannt. Demnach gilt diese Bezeichnung für alle Platin-Eisen-Legierung mit geordneter Struktur und tetragonaler Symmetrie nahe der Zusammensetzung PtFe.
Die Nomenklatur basiert zum einen auf einer Untersuchung des synthetischen Pt-PtFe-Systems und zum anderen auf Analysen von natürlichen Mineralproben aus den Flüssen Tulameen und Similkameen in der kanadischen Provinz British Columbia, den Goldminen am Witwatersrand in Transvaal und im Oranje-Freistaat sowie der alten Platin-Lagerstätte Mooihoek (Mooihoek Farm) bei Mashishing (ehemals Lydenburg) in Südafrika und aus dem Stillwater-Komplex im US-Bundesstaat Montana. Entsprechend gelten diese Fundorte als Typlokalität für Tetraferroplatin.
Die Bezeichnungen Ferroplatin oder auch tetragonales Ferroplatin wurden dagegen diskreditiert und sollen nicht länger genutzt werden.
Typmaterial, das heißt Proben aus den zur vollständigen wissenschaftlichen Beschreibung nötigen Typlokalitäten, wird im National Museum of Natural History in Washington, D.C. (USA) unter der Katalog-Nr. 136552 aufbewahrt.

## Klassifikation
In der veralteten 8. Auflage der Mineralsystematik nach Strunz ist Tetraferroplatin noch nicht verzeichnet. Einzig im Lapis-Mineralienverzeichnis nach Stefan Weiß, das sich aus Rücksicht auf private Sammler und institutionelle Sammlungen noch nach dieser alten Form der Systematik von Karl Hugo Strunz richtet, erhielt das Mineral die System- und Mineral-Nr. I/A.15-20. In der „Lapis-Systematik“ entspricht dies der Klasse der „Elemente“ und dort der Abteilung „Metalle und intermetallische Legierungen“, wo Tetraferroplatin zusammen mit Bortnikovit, Chengdeit, Ferronickelplatin, Isoferroplatin, Nielsenit und Tulameenit eine eigenständige, aber unbenannte Gruppe bildet (Stand 2018).
Die seit 2001 gültige und von der IMA 9. Auflage der Strunz’schen Mineralsystematik bis 2009 aktualisierte ordnet den Tetraferroplatin ebenfalls in die Abteilung der „Metalle und intermetallischen Verbindungen“ ein. Diese ist allerdings weiter unterteilt nach den in der Verbindung vorherrschenden Metallen, die entsprechend ihrer verwandten Eigenschaften in Metallfamilien eingeteilt wurden. Tetraferroplatin ist hier entsprechend seiner Zusammensetzung in der Unterabteilung „PGE-Metall-Legierungen“ zu finden ist, wo es nur noch zusammen mit Ferronickelplatin und Tulameenit die nach ihm benannte „Tetraferroplatin-Gruppe“ mit der System-Nr. 1.AG.40 bildet.
Auch die vorwiegend im englischen Sprachraum gebräuchliche Systematik der Minerale nach Dana ordnet den Tetraferroplatin in die Klasse und dort in die gleichnamige Abteilung der „Elemente“ ein. Hier ist er ebenfalls als Namensgeber zusammen mit Tulameenit, Ferronickelplatin und Potarit in der „Tetraferroplatingruppe (Raumgruppe P4/mmm)“ mit der System-Nr. 01.02.04 innerhalb der Unterabteilung „Elemente: Platingruppenmetalle und -legierungen“ zu finden.

## Chemismus
Die theoretische Zusammensetzung von PtFe besteht aus 77,74 % Platin und 22,26 % Eisen. Natürliche Platinlegierungen enthalten jedoch immer geringe Fremdbeimengungen: Neben den bereits genannten Elementen Kupfer (Cu), Rhodium (Rh), Iridium (Ir) und Antimon (Sb) wurden unter anderem noch Anteile von Nickel (Ni) und Antimon (Sb) gemessen.
Die empirische Zusammensetzung wird daher mit (Pt1.03Ir0.01)Σ=1.04(Fe0.69Cu0.24Ni0.02Sb0.01)Σ=0.96 angegeben. Die in den runden Klammern angegebenen Elemente Platin und Iridium bzw. Eisen, Kupfer, Nickel und Antimon können sich dabei in der Formel jeweils gegenseitig vertreten (Substitution, Diadochie), stehen jedoch immer im selben Mengenverhältnis zu den anderen Bestandteilen des Minerals.

## Kristallstruktur

Kristallstruktur von Tetraferroplatin

Tetraferroplatin kristallisiert isostrukturell mit Tetra-Auricuprid (CuAu) im tetragonalen Kristallsystem in der Raumgruppe P4/mmm (Raumgruppen-Nr. 123) mit den Gitterparametern a = 2,72 Å und c = 3,69 Å sowie einer Formeleinheit pro Elementarzelle. Sie wird auch als L10-Struktur bezeichnet.
Die Kristallstruktur von Tetraferroplatin besteht aus wechselnden Schichten mit Platin- bzw. Eisen-Atomen. Sie kann auch beschrieben werden als bestehend aus zwei primitiven, tetragonalen Elementarzellen (quadratischen Säulen), wobei an den 8 Eckpunkten entweder Platin- (Pt) oder Eisenatome (Fe) sitzen. Diese beiden Elementarzellen sind um jeweils einen halben Gitterparameter ineinander geschoben, so dass innenzentrierte Elementarzellen mit Pt an den Ecken und Fe im Zentrum entstehen beziehungsweise umgekehrt Fe an den Ecken und Pt im Zentrum. Nimmt man Fe als im Zentrum liegend an, ist es von 8 Pt und 4 Fe als nächste Nachbarn umgeben. Man kann auch sagen, Fe ist zu Pt 8-fach und zu Fe 4-fach koordiniert.
Aufgrund der leichten Unterschiede in den Atomradien von Platin (135 pm) und Eisen (140 pm) und der regelmäßigen Anordnung der beiden im Kristallgitter (Überstruktur) wird die Struktur als Ganzes auf eine tetragonale Symmetrie reduziert, statt einen kubischen Substitutionsmischkristall zu bilden wie es bei den kubisch kristallisierenden Ausgangsmetallen Platin und Eisen zu erwarten wäre.

## Bildung und Fundorte
Tetraferroplatin bildete sich im südafrikanischen Mooihoek in hortonolithhaltigen Duniten, kann aber auch in Ultramafiten und davon abgeleiteten Seifenlagerstätten entstehen wie unter anderem im Ural (Russland). Als Begleitminerale treten je nach Fundort unter anderem Chalkopyrit, Chromit, Galenit, Geversit, Irarsit, Magnetit, Majakit, Pentlandit, Plumbopalladinit, Sperrylith und Stannopalladinit auf.
Als seltene Mineralbildung konnte Tetraferroplatin nur an wenigen Fundorten nachgewiesen werden, wobei bisher rund 70 Fundorte dokumentiert sind (Stand 2021).
In Kanada wurde das Mineral außer an den Flüssen Tulameen und Similkameen River in British Columbia noch in alkalireichen Gesteinen des Coldwell-Komplexes nahe Marathon und am sogenannten Fundpunkt Anaconda im Gebiet des Seeley Lakes nahe Thunder Bay in Ontario, im Tagebau Hall Chrome in der Gemeinde Les Appalaches in Québec und in der Cu-Ni-PGE-Lagerstätte Wellgreen bei Kluane in Yukon gefunden.
In Südafrika trat Tetraferroplatin außer in der Lagerstätte Mooihoek (Mooihoek Farm) und im nahe gelegenen Bergwerk Onverwacht nahe Lydenburg in der Provinz Mpumalanga noch in der Lagerstätte Maandagshoek Farm, den nahe gelegenen Gruben Sandsloot und Zondereinde sowie der Grube Booysendal Nord im Bushveld-Komplex der Provinz Limpopo auf.
Weitere bekannte Fundorte liegen unter anderem in Albanien, Äthiopien, Australien, Brasilien, China (Gansu, Xinjiang, Yunnan), der Dominikanischen Republik, Indonesien, Japan, Neukaledonien, Norwegen, Russland (Ostsibirien, Ferner Osten), Tansania und den Vereinigten Staaten (Alaska, Kalifornien, Montana, Oregon, Pennsylvania).
Auch in Gesteinsproben vom Mittelatlantischen Rücken, genauer am nordöstlichen Rand der „Markov-Tiefe“ innerhalb der „Sierra-Leone-Bruchzone“ (Sierra-Leone-Schwelle), konnte Tetraferroplatin nachgewiesen werden.